# Medaglia commemorativa della campagna italo-tedesca in Africa
Originariamente nata come un semplice "Nastrino commemorativo della attuale guerra in Libia", la Croce commemorativa della campagna italo-tedesca in Africa fu una medaglia non ufficiale italiana rivolta alle truppe italiane e tedesche che avessero preso parte alla campagna in Africa Settentrionale del 1940-1943. Questa medaglia, sebbene approvata dal Comando Superiore delle Forze Armate della Libia, non venne mai ufficialmente adottata dall'Esercito italiano, mentre era invece considerata regolamentare da quello tedesco. 

## Insegne
- La medaglia era costituita da un disco in bronzo di 31 mm di diametro e rappresenta sul dritto un soldato tedesco ed uno italiano che tengono chiuse le fauci di un coccodrillo, il quale rappresenta simbolicamente l'Impero britannico. Sul bordo sinistro si trova il marchio "Lorioli-Milano" e in basso il nome dell'autore "De Marchis". Sul retro è raffigurato l'Arco dei Fileni, edificato in Libia sulla via Balbia, quando Italo Balbo era Governatore della Libia. A sinistra dell'arco si trovava un fascio stilizzato e a destra una svastica con sotto il nodo sabaudo. Tutto intorno sul bordo corre la scritta "CAMPAGNA ITALO-TEDESCA IN AFRICA" e "ITALIENISCH-DEUTSCHER FELDZUG IN AFRIKA" a sottolineare la bivalenza della concessione di questa decorazione. Come per tutte le altre medaglie del periodo nazista ufficialmente riconosciute dall'esercito tedesco, dopo la fine della guerra ne venne autorizzata una versione "denazificata", con il medesimo disegno epurato dai simboli politici (in questo caso, svastica e fascio littorio).

- Il nastro era verde-bianco-rosso-bianco-nero.